# Инсигнии
Инси́гнии (лат. insignia — знаки) — внешние знаки  власти, статуса, должности, принадлежности к определённой организации.
Внешние знаки (изделия, регалии, инсигнии и так далее) княжеской, царской, королевской, императорской и иной власти известны с глубокой древности и в общем практически одинаковы во всех государствах. В некоторых государствах и странах инсигниями традиционно называют также знаки отличия и привилегии всевозможных званий и должностей в государственных, научных, партийных и других организациях.

## История
В период развития цивилизаций человечество использовало всевозможные предметы для украшения, а в дальнейшем и для внешнего различения тех или иных лиц в племени, обществе и так далее.
В Древнем Риме инсигнии как внешние знаки царской власти (римских царей), заимствованные, как предполагают, у этрусков, состояли из золотой короны, кресла слоновой кости (курульное кресло) и сопровождавших царей 12 ликторов. Эти инсигнии сохранились и в Римской республике, где отличали консулов и прочих высших магистратов.
Инсигнии императоров Священной Римской империи представляли полный комплект верхних и нижних одежд: широкая стола, пояс, чулки, сандалии и перчатки, корона, скипетр и держава; сюда относились также три меча, ящичек мощей и Евангелие. Отдельные части германо-римских инсигний относились к разным временам, сотканные и вышитые части — работа сицилийских сарацин, как, например, великолепная мантия 1133 года. В 1424 году инсигнии отданы в вечное хранение городу Нюрнбергу; в начале XX века они хранились в Вене. У городских чиновников в Италии и вне её инсигнии были подобны римским.
Инсигниями также называют внешние знаки отличия всевозможных орденов, религиозных и других организаций, претендующих на некое (зачастую «тайное») могущество.
Примерами инсигний рыцарских орденов являются:
- орденская цепь;
- орденские знаки, шейные или нагрудные: кресты, звёзды и другие виды медальонов;
- муаровая лента, в том числе шейная или перевязь;
- орденская планка с муаровой лентой;
- мантия.

### Религиозные инсигнии
- кардинальский перстень;
- епископский перстень;
- монашеский посох.

Инсигнии могут и не быть воплощены в материальную форму, представляя собой, например, особые привилегии, такие, в частности, как православная иерархическая награда на право преднесения креста.
В романе Марка Твена «Принц и нищий» привилегией сидеть в своём присутствии принц Эдуард VI (в бытность нищим) наделяет Майлза Хендона[значимость факта?].